# Oscarsgalan 1941
Oscarsgalan 1941 som hölls 27 februari 1941 var den 13:e upplagan av Oscarsgalan där det prestigefyllda amerikanska filmpriset Oscar delades ut till filmer som kom ut under 1940.

## Vinnare och nominerade
Vinnarna listas i fetstil.
| Enastående produktion | Bästa regi |
| --- | --- |

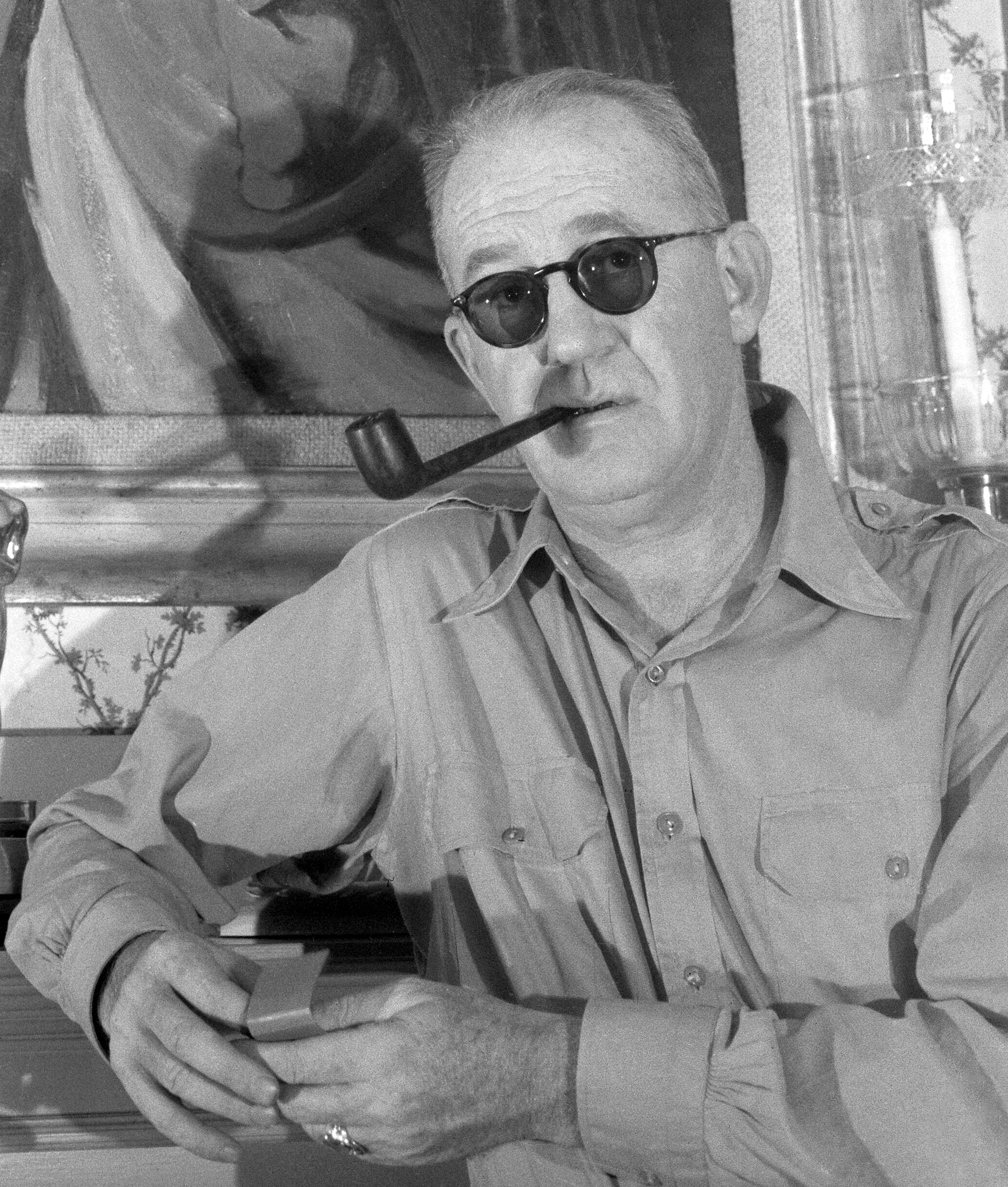
John Ford, bästa regissör

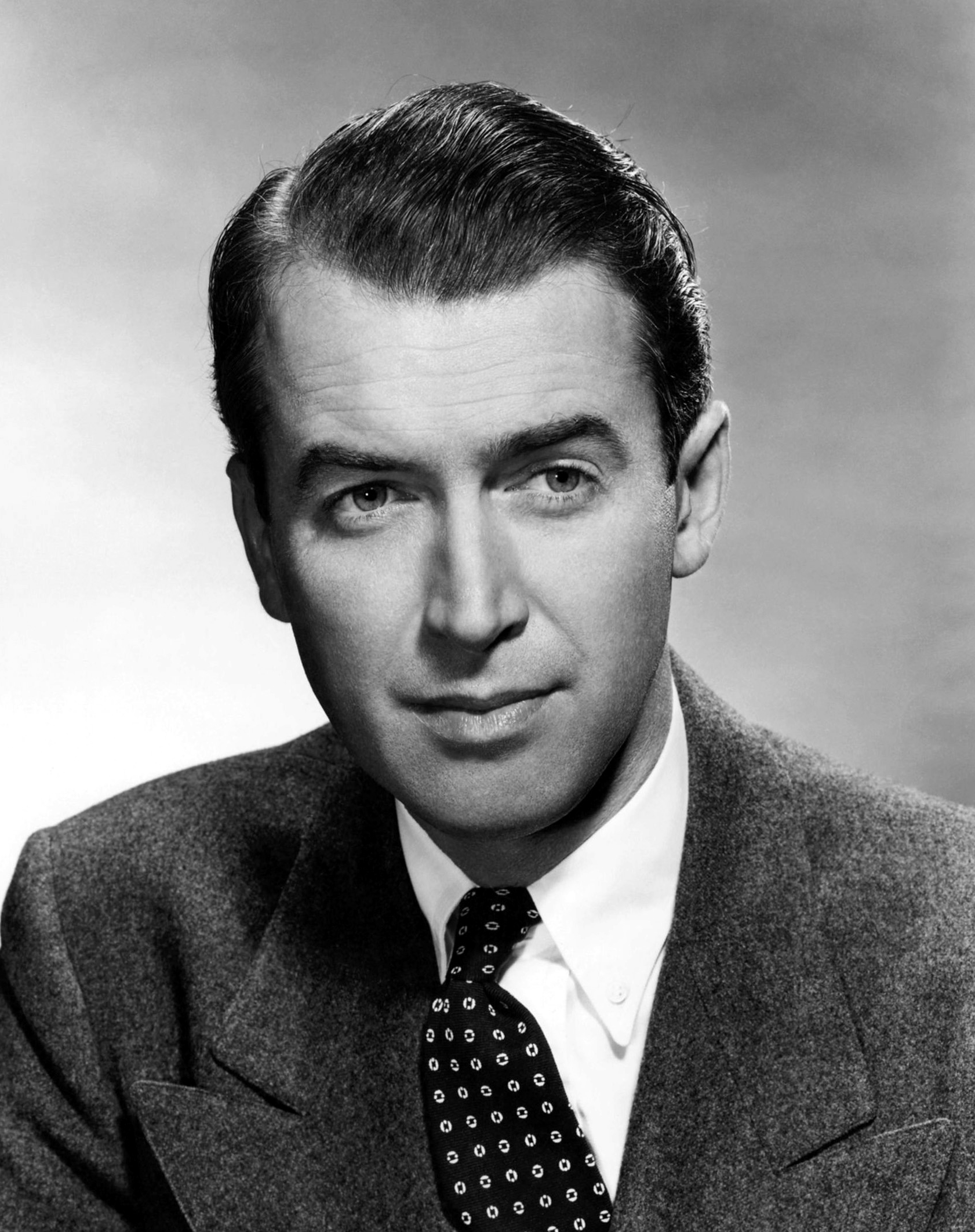
James Stewart, bästa manliga huvudroll

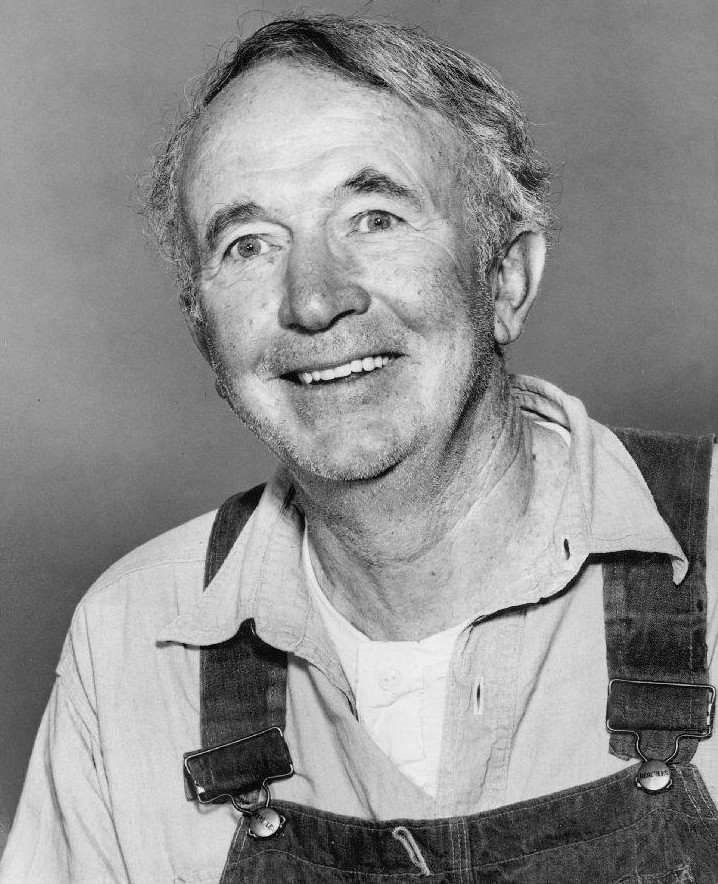
Walter Brennan, bästa manliga biroll

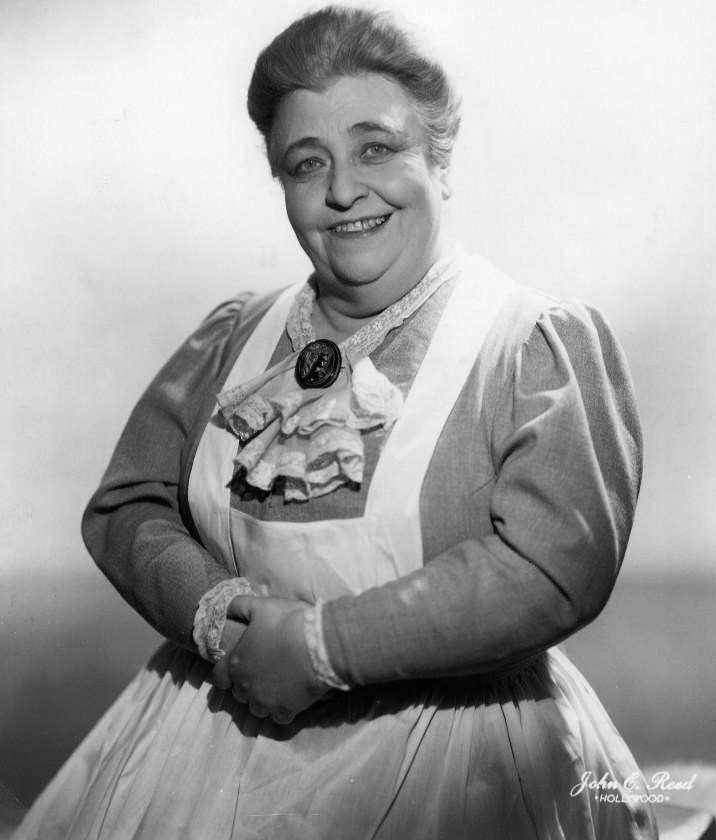
Jane Darwell, bästa kvinnliga biroll

| - Rebecca - Allt detta och himlen därtill - Utrikeskorrespondenten - Vredens druvor - Diktatorn - Kitty Foyle – ung modern kvinna - Brevet - Den långa resan hem - Vår lilla stad - En skön historia – Joseph L. Mankiewicz | - John Ford – Vredens druvor - George Cukor – En skön historia - Alfred Hitchcock – Rebecca - Sam Wood – Kitty Foyle – ung modern kvinna - William Wyler – Brevet |
| Bästa manliga huvudroll | Bästa kvinnliga huvudroll |
| - James Stewart – En skön historia - Charlie Chaplin – Diktatorn - Henry Fonda – Vredens druvor - Raymond Massey – Abraham Lincoln - en folkets man - Laurence Olivier – Rebecca | - Ginger Rogers – Kitty Foyle – ung modern kvinna - Bette Davis – Brevet - Joan Fontaine – Rebecca - Katharine Hepburn – En skön historia - Martha Scott – Vår lilla stad |
| Bästa manliga biroll | Bästa kvinnliga biroll |
| - Walter Brennan – En västerns riddersman - Albert Bassermann – Utrikeskorrespondenten - William Gargan – Din nästas hustru - Jack Oakie – Diktatorn - James Stephenson – Brevet | - Jane Darwell – Vredens druvor - Judith Anderson – Rebecca - Ruth Hussey – En skön historia - Barbara O'Neil – Allt detta och himlen därtill - Marjorie Rambeau – Den smala vägen |
| Bästa originalmanus | Bästa manus efter förlaga |
| - Skojare gör karriär – Preston Sturges - Änglar över Broadway – Ben Hecht - Doktor Ehrlich – Norman Burnstine, Heinz Herald och John Huston - Utrikeskorrespondenten – Charles Bennett och Joan Harrison - Diktatorn – Charlie Chaplin | - En skön historia – Donald Ogden Stewart - Vredens druvor – Nunnally Johnson - Kitty Foyle – ung modern kvinna – Dalton Trumbo - Den långa resan hem – Dudley Nichols - Rebecca – Robert E. Sherwood och Joan Harrison |
| Bästa berättelse | Bästa ljudinspelning |
| - Vår flygande reporter – Benjamin Glazer och János Székely - Kamrat X – Walter Reisch - Edison, uppfinnaren – Hugo Butler och Dore Schary - Min favorithustru – Leo McCarey, Bella Spewack och Sam Spewack - En västerns riddersman – Stuart N. Lake | - Vi jazzkungar – Douglas Shearer - Kriminalreporterns bragd – Charles L. Lootens - Piratskeppet – Elmer Raguse - Vredens druvor – Edmund H. Hansen - En hjälte i Virginia – Jack Whitney - Kitty Foyle – ung modern kvinna – John Aalberg - Hjälteskvadronen – Loren L. Ryder - Vår lilla stad – Thomas T. Moulton - Slaghöken – Nathan Levinson - Vårparaden – Bernard B. Brown - En herre för mycket – John P. Livadary |
| Bästa kortfilm (Enaktare) | Bästa kortfilm (Tvåaktare) |
| - Quicker'n a Wink – Pete Smith - London Can Take It! (Warner Bros.) - More About Nostradamus (MGM) - Siege (RKO Radio) | - Teddy the Rough Rider (Warner Bros.) - Eyes of the Navy (MGM) - Service with the Colors (Warner Bros.) |
| Bästa animerade kortfilm | Bästa adapterad musik |
| - The Milky Way – Fred Quimby och Rudolf Ising - Tom får sparken – Rudolf Ising - A Wild Hare – Leon Schlesinger | - Broadway sjunger – Alfred Newman - Vår flygande reporter – Victor Young - Hit Parade of 1941 – Cy Feuer - Älskar - älskar inte... – Anthony Collins - Vår lilla stad – Aaron Copland - Slaghöken – Erich Wolfgang Korngold - Dans efter noter – Artie Shaw - Vårparaden – Charles Previn - Vi jazzkungar – George Stoll och Roger Edens |
| Bästa originalmusik | Bästa sång |
| - Pinocchio – Leigh Harline, Paul J. Smith och Ned Washington - Skarpskytten i Arizona – Victor Young - Nattens brigad – Victor Young - The Fight for Life – Louis Gruenberg - Diktatorn – Meredith Willson - Förbannelsens hus – Frank Skinner - En hjälte i Virginia – Richard Hageman - Brevet – Max Steiner - Den långa resan hem – Richard Hageman - Zorros märke – Alfred Newman - Min favorithustru – Roy Webb - Hjälteskvadronen – Victor Young - En försvunnen värld – Werner R. Heymann - Vår lilla stad – Aaron Copland - Rebecca – Franz Waxman - Tjuven i Bagdad – Miklós Rózsa - Dimmornas bro – Herbert Stothart | - "When You Wish upon a Star" från Pinocchio – Musik av Leigh Harline; Text av Ned Washington - "Down Argentine Way" från Dansa, señorita! – Musik av Harry Warren; Text av Mack Gordon - "I'd Know You Anywhere" från You'll Find Out – Musik av Jimmy McHugh; Text av Johnny Mercer - "It's a Blue World" från I rytmens virvlar – Musik och Text av George Forrest och Bob Wright - "Love of My Life" från Dans efter noter – Musik av Artie Shaw; Text av Johnny Mercer - "Only Forever" från Tidens melodi – Musik av James V. Monaco; Text av Johnny Burke - "Our Love Affair" från Vi jazzkungar – Musik och Text av Roger Edens och Arthur Freed - "Waltzing in the Clouds" från Vårparaden – Musik av Robert Stolz; Text av Gus Kahn - "Who Am I?" från Hit Parade of 1941 – Musik av Jule Styne; Text av Walter Bullock                                                                 |
| Bästa scenografi (Svartvitt) | Bästa scenografi (Färg) |
| - En man för Elizabeth – Cedric Gibbons och Paul Groesse - Vår flygande reporter – Hans Dreier och Robert Usher - Skarpskytten i Arizona – Lionel Banks och Robert Peterson - Grabbarna från Syrakusa – Jack Otterson - Nattens brigad – John Victor Mackay - Utrikeskorrespondenten – Alexander Golitzen - Primadonnan – Richard Day och Joseph C. Wright - Min favorithustru – Van Nest Polglase och Mark-Lee Kirk - Min son, min son! – John DuCasse Schulze - Vår lilla stad – Lewis J. Rachmil - Rebecca – Lyle R. Wheeler - Slaghöken – Anton Grot - En västerns riddersman – James Basevi                                | - Tjuven i Bagdad – Vincent Korda - Kärleksdrömmen – Cedric Gibbons och John S. Detlie - Dansa, señorita! – Richard Day och Joseph C. Wright - Hjälteskvadronen – Hans Dreier och Roland Anderson |
| Bästa foto (Svartvitt) | Bästa foto (Färg) |
| - Rebecca – George Barnes - Abraham Lincoln - en folkets man – James Wong Howe - Allt detta och himlen därtill – Ernest Haller - Vår flygande reporter – Charles Lang - Glädjestaden – Harold Rosson - Utrikeskorrespondenten – Rudolph Maté - Brevet – Tony Gaudio - Den långa resan hem – Gregg Toland - Vårparaden – Joseph A. Valentine - Dimmornas bro – Joseph Ruttenberg | - Tjuven i Bagdad – Georges Périnal - Kärleksdrömmen – Oliver T. Marsh och Allen M. Davey - Fågel blå – Arthur C. Miller och Ray Rennahan - Dansa, señorita! – Leon Shamroy och Ray Rennahan - Hjälteskvadronen – Victor Milner och W. Howard Greene - Nordvästpassagen – Sidney Wagner och William V. Skall |
| Bästa klippning | Bästa specialeffekter |
| - Hjälteskvadronen – Anne Bauchens - Vredens druvor – Robert L. Simpson - Brevet – Warren Low - Den långa resan hem – Sherman Todd - Rebecca – Hal C. Kern | - Tjuven i Bagdad – Lawrence W. Butler och Jack Whitney - Fågel blå – Fred Sersen och Edmund H. Hansen - Glädjestaden – A. Arnold Gillespie och Douglas Shearer - Grabbarna från Syrakusa – John P. Fulton, Bernard B. Brown och Joe Lapis - Dr Cyclops – Farciot Edouart och Gordon Jennings - Utrikeskorrespondenten – Paul Eagler och Thomas T. Moulton - Den osynlige mannens återkomst – John P. Fulton, Bernard B. Brown och William Hedgcock - Den långa resan hem – R.T. Layton, Ray Binger och Thomas T. Moulton - En försvunnen värld – Roy Seawright och Elmer Raguse - Rebecca – Jack Cosgrove och Arthur Johns - Slaghöken – Byron Haskin och Nathan Levinson - Skeppsbrottet vid den öde ön – Vernon L. Walker och John Aalberg - Tyfonen – Farciot Edouart, Gordon Jennings och Loren L. Ryder - Women in War – Howard Lydecker, William Bradford, Bud Thackery och Herbert Norsch |

### Heders-Oscar
- Bob Hope
- Nathan Levinson

### Filmer med flera nomineringar
- 11 nomineringar: Rebecca
- 7 nomineringar: Vredens druvor, Brevet
- 6 nomineringar: Utrikeskorrespondenten, Den långa resan hem, Vår lilla stad, En skön historia
- 5 nomineringar: Diktatorn, Kitty Foyle – ung modern kvinna, Hjälteskvadronen
- 4 nomineringar: Vår flygande reporter, Slaghöken, Vårparaden, Tjuven i Bagdad
- 3 nomineringar: Allt detta och himlen därtill, En västerns riddersman, Min favorithustru, Vi jazzkungar, Dansa, señorita!
- 2 nomineringar: Abraham Lincoln - en folkets man, En hjälte i Virginia, Hit Parade of 1941, Dans efter noter, Pinocchio, Skarpskytten i Arizona, Nattens brigad, En försvunnen värld, Dimmornas bro, Grabbarna från Syrakusa, Kärleksdrömmen, Glädjestaden, Fågel blå

### Filmer med flera priser
- 3 priser: Tjuven i Bagdad
- 2 priser: Rebecca, Vredens druvor, En skön historia, Pinocchio